# Droga I/46 (Czechy)
Droga krajowa 46 (cz. Silnice I/46) – droga krajowa w Czechach. Trasa biegnie z Ołomuńca przez Šternberk i Opawę do dawnego przejścia granicznego z Polską.